# Spogostylum niphoides
Spogostylum niphoides är en tvåvingeart som först beskrevs av Greathead 1980.  Spogostylum niphoides ingår i släktet Spogostylum och familjen svävflugor.
Artens utbredningsområde är Saudiarabien. Inga underarter finns listade i Catalogue of Life.